# Rheinhessische Weinkönigin

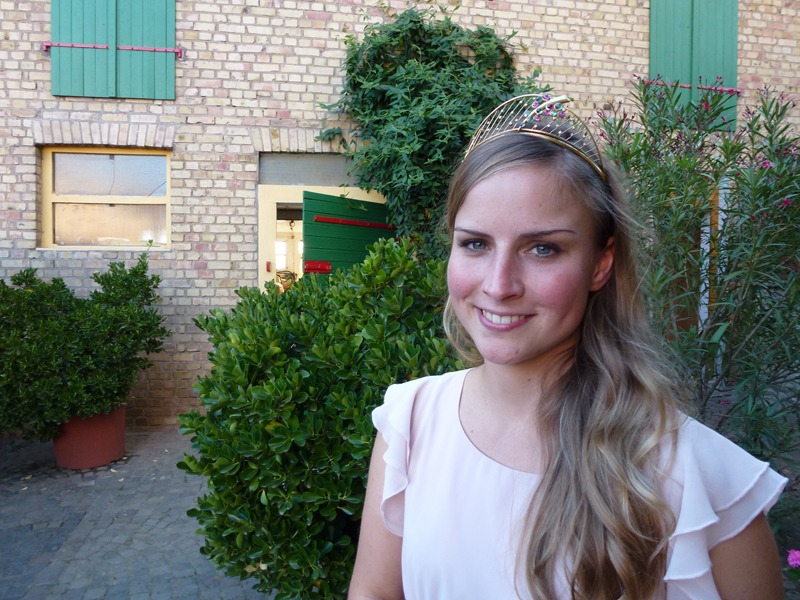
Rheinhessische Weinkönigin 2010/11 und Deutsche Weinkönigin 2011/2012 Annika Strebel

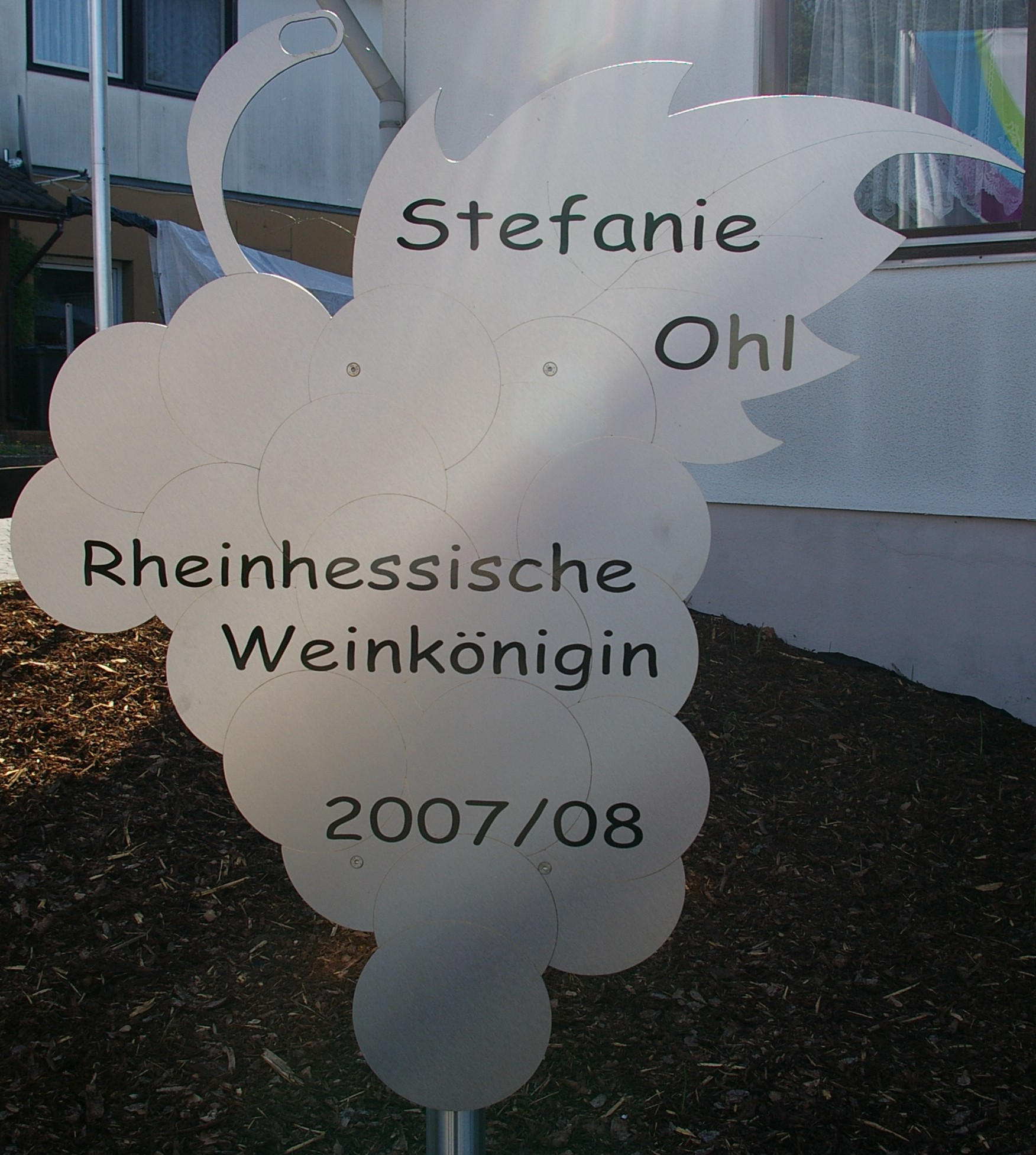
Hinweisschild in Sulzheim auf die Weinkönigin von 2007/2008

Seit 1951 findet jährlich die Wahl der Rheinhessischen Weinkönigin statt. Sie ist jeweils auf ein Jahr die gewählte Repräsentantin des deutschen Weinbaugebietes Rheinhessen. Sie hat im Folgejahr die Möglichkeit, bei der Wahl der Deutschen Weinkönigin zu kandidieren. Zu ihren Aufgaben gehört, die Weinbauregion Rheinhessen fachkundig und charmant in der Öffentlichkeit zu repräsentieren. Die gewählte Weinkönigin muss mit ungefähr 150 Veranstaltungseinsätzen im Jahr rechnen.

## Modalitäten

### Bewerbungen bis 2023
Bis 2023 konnte sich jede volljährige Frau zur Rheinhessischen Weinkönigin bewerben. Der Wohnort musste in Rheinhessen liegen. Die Bewerberin sollte sich für die Region und deren Weine interessieren und sich dafür starkmachen können. Aus einer Winzerfamilie musste sie nicht unbedingt stammen, es konnten sich also auch „Quereinsteigerinnen“ bewerben.

### Bewerbende Personen ab 2024
Ab dem Wahljahr 2024 können sich alle Menschen bewerben, die aus dem Weinbaugebiet Rheinhessen kommen und sich mit dem Weinbau verbunden fühlen. Weitere Voraussetzungen sind Führerschein (Klasse B), außerdem soll ein hohes Maß an zeitlicher Flexibilität für das Ehrenamt mitgebracht werden.

### Wahlverfahren
Das Wahlverfahren findet in zwei Teilen statt.
- Zuerst müssen die Bewerberinnen und Bewerber vor einer 30-köpfigen Fachjury jeweils einzeln in ca. 25 Minuten Fragen zu rheinhessischen Weinthemen beantworten.
- Der zweite Teil findet vor Publikum statt.

Danach folgt die Wahl zur Rheinhessischen Weinkönigin oder zum Rheinhessischen Weinkönig. Die Zweit- bis Fünftplatzierten werden Rheinhessische Weinprinzessin oder Rheinhessischer Weinprinz.

## Majestäten

### Rheinhessische Weinköniginnen und Weinprinzessinnen
| Jahr      | Rheinhessische Weinkönigin | Gemeinde                 | Rheinhessische Weinprinzessinnen |
| --------- | --- | ------------------------ | --- |
| 2024/2025 | Levin McKenzie | Wackernheim              | - Katja Klemmer, Westhofen - Laura Schlösser, Ingelheim am Rhein |
| 2023/2024 | Annalena Baum | Bingen                   | - Eva Brodrecht, Saulheim - Tamina Burggraf, Mommenheim - Eleni Gauer, Bodenheim - Lena Göth, Groß-Winternheim                                                                                         |
| 2022/2023 | Sarah Schneider | Welgesheim               | - Anna Glöckner, Freimersheim - Anna Nierstheimer, Nack - Chiara Désirée Schaefer, Ingelheim am Rhein                                                                                                  |
| 2021/2022 | Juliane Schäfer (Deutsche Weinprinzessin 2022/23) | Flonheim                 | - Julia Deissroth, Guntersblum - Mirjam Bäßler, Harxheim - Cinderella Britzius, Saulheim - Marleen Ebling, Schornsheim                                                                                 |
| 2020/2021 | Eva Müller (72. Deutsche Weinprinzessin 2020/2021) Aufgrund der Corona-Pandemie fand keine Wahl statt, die bisherige Königin blieb mit ihren Prinzessinnen im Amt | Wöllstein                | - Andrea Böhm, Wörrstadt - Franziska Gröhl, Weinolsheim - Romina Paukner, Gau-Odernheim |
| 2019/2020 | Eva Müller (72. Deutsche Weinprinzessin 2020/2021) | Wöllstein                | - Andrea Böhm, Wörrstadt - Celine Feldmann, Armsheim - Franziska Gröhl, Weinolsheim - Romina Paukner, Gau-Odernheim                                                                                    |
| 2018/2019 | Anna Göhring | Mölsheim                 | - Stephanie Eckert, Klein-Winternheim - Ellen Kneib, Zornheim - Rebecca Lamb, Westhofen - Julia Reich, Pfaffen-Schwabenheim                                                                            |
| 2017/2018 | Lea Kopp | Nierstein                | - Jasmin Breitenbach, Frei-Laubersheim - Cathrin Breitkopf, Ingelheim am Rhein - Sina Hassel, Bechtolsheim - Katja Hattemer, Gau-Algesheim                                                             |
| 2016/2017 | Laura Lahm (69. Deutsche Weinprinzessin 2017/18) | Ensheim                  | - Jennifer Henn, Tiefenthal - Rebecca Stephan, Biebelnheim - Marie-Charlott Stöhr, Alzey-Heimersheim                                                                                                   |
| 2015/2016 | Sabrina Becker | Spiesheim                | - Laura Henrici, Friesenheim - Lisa Schauf, Bechtheim - Patricia Palums, Bingen am Rhein - Kathrin Weinbach, Westhofen                                                                                 |
| 2014/2015 | Isabelle Willersinn | Stadecken-Elsheim        | - Carina Wiemers, Worms-Pfeddersheim - Anika Hattemer, Gau-Algesheim - Veronika Wügner, Hackenheim - Carina Jost, Fürfeld                                                                              |
| 2013/2014 | Judith Dorst (66. Deutsche Weinprinzessin 2014/2015) | Wörrstadt                | - Diana Meyer, Bingen am Rhein - Marlene Schuck, Schwabenheim an der Selz |
| 2012/2013 | Ramona Diegel (65. Deutsche Weinprinzessin 2013/2014) | Pfaffen-Schwabenheim     | - Alina Hammer, Flonheim - Lena Kessel, Harxheim - Angelina Schmücker, Essenheim |
| 2011/2012 | Helgard Frey | Guntersblum              | - Lisa Schäfer, Armsheim - Natalie Bockius, Ingelheim am Rhein - Patricia Ring, Gabsheim |
| 2010/2011 | Annika Strebel (63. Deutsche Weinkönigin 2011/2012) | Wintersheim              | - Jennifer Ackermann, Harxheim - Kathrin Antony, Monzernheim - Karin Eckert, Mainz-Ebersheim - Luise Koch, Hahnheim                                                                                    |
| 2009/2010 | Sina Listmann | Dorn-Dürkheim            | - Katharina Faust, Siefersheim - Christiane Horn, Nierstein-Schwabsburg - Susanne Wild, Worms-Pfeddersheim                                                                                             |
| 2008/2009 | Lisa Bunn | Nierstein                | - Saskia Tittgen, Bingen-Dromersheim - Judit Zehe, Mainz-Hechtsheim |
| 2007/2008 | Stefanie Ohl | Sulzheim                 | - Anja Krämer, Heidesheim - Jenny Steffes, Gau-Algesheim - Nadja Weiler, Bingen am Rhein |
| 2006/2007 | Julia Metzler (59. Deutsche Weinprinzessin 2007/2008) | Dittelsheim-Heßloch      | - Nicole Barth, Nieder-Hilbersheim - Christine Huff, Nierstein-Schwabsburg - Kathrin Paukner, Gau-Odernheim - Mirjam Schneider, Mainz-Hechtsheim                                                       |
| 2005/2006 | Eva Pauser | Flonheim                 | - Claudia Ackermann, Harxheim - Bettina Giesecke, Ingelheim am Rhein - Ina Lahr, Siefersheim |
| 2004/2005 | Kathrin Hammen | Köngernheim              | - Linda Spohr, Worms - Michaela Stabel, Westhofen - Sonja Bauer, Ockenheim |
| 2003/2004 | Eva Vollmer | Mainz-Ebersheim          | - Christiane Scheuer, Eppelsheim - Daniela Brech, Stadecken-Elsheim - Dorothee Hill, Uelversheim - Sandra Lich, Gau-Algesheim                                                                          |
| 2002/2003 | Kathrin Saaler | Saulheim                 | - Dorothee Stauff, Gundersheum - Miriam Mangold, Jugenheim - Rebecca Weyerhäuser geb. Schmidtke, Wolfsheim                                                                                             |
| 2001/2002 | Esther Knewitz (54. Deutsche Weinprinzessin 2002/2003) | Appenheim                | - Eva Büsser, Gau-Odernheim - Katharina Michel, Kettenheim - Kersten Antony, Bechtheim - Jutta Schlegel, Hohen-Sülzen                                                                                  |
| 2000/2001 | Simone Reßler | Harxheim                 | - Susanne Witt, Harxheim - Yvonne Kauff, Alzey |
| 1999/2000 | Wiebke Sailler geb. Lawall | Weinheim                 | - Alexandra Becker geb. Kneib, Gau-Odernheim - Andrea Hassemer, Gau-Algesheim - Heike Partenheimer, Frei-Laubersheim                                                                                   |
| 1998/1999 | Simone Renth-Queins geb. Renth (51. Deutsche Weinkönigin 1999/2000)                                                                                               | Schwabenheim an der Selz | - Sabine Spuhler, Osthofen - Stefanie Dreißigacker geb. Roll, Gau-Heppenheim - Violaine Knab, Worms-Pfeddersheim                                                                                       |
| 1997/1998 | Susanne Nett geb. Völker (50. Deutsche Weinkönigin 1998/1999) | Oppenheim                | - Carmen Jung, Harxheim - Esther Strohm, Offstein - Heike Hammerstein, Worms-Wiesoppenheim - Simone Bollenbach, Bingen-Kempten                                                                         |
| 1996/1997 | Birgit Zehe-Clauß geb. Zehe (49. Deutsche Weinprinzessin 1997/1998)                                                                                               | Mainz-Hechtsheim         | - Cornelia Klemmer, Westhofen - Julia Keller geb. Fauth, Westhofen - Sandra Laubenstein, Gensingen - Susanne Fröbisch, Alzey                                                                           |
| 1995/1996 | Kirsten Metzler geb. Daum | Biebelnheim              | - Annegret Kneib, Zornheim - Petra Happel, Harxheim - Sandra Diel geb. Haas, Biebelnheim - Yvonne Kauff, Alzey                                                                                         |
| 1994/1995 | Corinna Kopp | Ingelheim am Rhein       | - Andrea Duttenhöfer, Bodenheim - Annegret Kneib, Zornheim - Pilar Sanchez, Wachenheim |
| 1993/1994 | Astrid Liedtke | Worms-Herrnsheim         | - Christina Hein, Flonheim - Ellen Stütz, Flonheim |
| 1992/1993 | Christina Huxel | Wintersheim              | - Daniela Körner, Fürfeld - Judith Schmitt, Flörsheim-Dalsheim |
| 1991/1992 | Astrid Bechtel (44. Deutsche Weinkönigin 1992/1993) | Worms-Heppenheim         | - Christina Huxel, Wintersheim - Judith Käufer, Westhofen - Judith Schmitt, Flörsheim-Dalsheim |
| 1990/1991 | Anke Haupt geb. Bretz | Bechtolsheim             | - Anja Helwig, Gimbsheim - Anke König, Schwabenheim an der Selz - Ursula Gerharz, Ingelheim |
| 1989/1990 | Cornelia Grünewald | Büdesheim                | - Heike Weinbach, Westhofen - Sigrid Prihoda, geb. Breth, Alsheim - Sigrid Kaul, Hackenheim |
| 1988/1989 | Hilke Nagel geb. Dahlem | Dexheim                  | |
| 1987/1988 | Anne Wendel geb. Schweikard | Ober-Hilbersheim         | - Angelika Aßmann, Bechenheim - Christine Oschee, Mainz - Heidrun Weber, Alzey-Heimersheim - Kerstin Zaun, Udenheim                                                                                    |
| 1986/1987 | Regine Müller | Volxheim                 | - Stefanie Sans, Nackenheim - Ute Beyer, Flörsheim - Doris Anna Böhm, Mainz-Ebersheim - Ortruth Weber, Offstein                                                                                        |
| 1985/1986 | Sigrun Pitthan | Zotzenheim               | - Annette Koch, Gau-Odernheim - Doris Anna Böhm, Mainz-Ebersheim - Ilke Machmer, Bechtheim - Mechthild Dengler, Gau-Algesheim - Stefanie Lattreuter geb. Sans, Nackenheim - Suzan Dietrich, Nackenheim |
| 1984/1985 | Heike Held | Udenheim                 | - Dagmar Oswald, Hochborn - Edith Cleres, Worms-Abenheim - Heike Laux, Guntersblum - Susanne Sieben, Nieder-Olm                                                                                        |
| 1983/1984 | Gabi Heiser | Ingelheim am Rhein       | - Anette Kern, Bodenheim - Angelika Jungkenn, Alsheim - Corinna Stampp, Dienheim - Karin Finger, Worms-Pfeddersheim - Silke Keiper, Dittelsheim-Heßloch - Simone Becker, Zornheim                      |
| 1982/1983 | Kerstin Walldorf-Dexheimer geb. Walldorf | Saulheim                 | |
| 1981/1982 | Dagmar Rückrich-Menger geb. Rückrich | Eich                     | - Anne Diehl, Heidesheim - Ulrike Jungkenn, Alsheim |
| 1980/1981 | Jutta Frey-Hübner geb. Frey | Büdesheim                | - Elke Gebert, Siefersheim - Heike Espenschied geb. Christ, Flonheim |
| 1979/1980 | Regine Usinger-Frank geb. Usinger (32. Deutsche Weinkönigin 1980/1981)                                                                                            | Nackenheim               | - Gabi Kitzer geb. Berges, Dexheim |
| 1978/1979 | Ortrud Koch-Dreibus geb. Koch | Albig                    | - Liesel Mehlig, Ingelheim am Rhein |
| 1977/1978 | Heike Schmitt (30. Deutsche Weinkönigin 1978/1979) | Nierstein                | - Brigitte Petry geb. Martin, Nackenheim - Sigrid Eckhard-Dickescheid geb. Eckhard, Schwabenheim an der Selz                                                                                           |
| 1976/1977 | Marita Billau geb. Heimers | Offstein                 | |
| 1975/1976 | Elisabeth Hill geb. Schauf | Guntersblum              | |
| 1974/1975 | Petra Thörle | Saulheim                 | |
| 1973/1974 | Friederike Frey | Guntersblum              | |
| 1972/1973 | Maria Fuhr | Gau-Bickelheim           | - Henni Schäfer, Worms-Herrnsheim - Barbara Naumann, Nackenheim - Stefanie Becker, Mainz-Ebersheim |
| 1971/1972 | Angelika Lohr geb. Schäfer | Worms-Abenheim           | |
| 1970/1971 | Christa Reith geb. Luttenberger | Gau-Bickelheim           | |
| 1969/1970 | Karin Stütz geb. Enk | Flonheim                 | |
| 1967/1968 | Hilde Becker-Blümel geb. Blümel | Osthofen                 | |
| 1966/1967 | Sieglinde Spengler geb. Karrer | Mainz-Finthen            | |
| 1965/1966 | Sieglinde Spengler geb. Karrer | Mainz-Finthen            | |
| 1964/1965 | Helga Orlemann geb. Meloth | Osthofen                 | |
| 1963/1964 | Tilly Klingenschmitt geb. Wolf | Flomborn                 | |
| 1962/1963 | Liesel Richter | Westhofen                | |
| 1961/1962 | Ingeborg Heichel geb. Müller | Osthofen-Mühlheim        | |
| 1959/1960 | Erika Brückner geb. Schuhmacher | Saulheim                 | |
| 1958/1959 | Erika Brückner geb. Schuhmacher | Saulheim                 | |
| 1957/1958 | Annegret Keil geb. Hardt | Mettenheim               | |
| 1956/1957 | Lieselotte Stieh-Koch geb. Perron | Oppenheim                | |
| 1954/1955 | Hildegard Aumüller geb. Klesy | Gau-Algesheim            | |
| 1953/1954 | vakant | vakant                   | |
| 1952/1953 | Erika Müller geb. Hofmann (6. Deutsche Weinkönigin 1954/1955) | Wolfsheim                | |
| 1951/1952 | Helga Rückrich geb. Weintz | Armsheim                 | |

### Deutsche Weinkönigin aus Rheinhessen
Zur Deutschen Weinkönigin wurden seit 1949/1950 aus Rheinhessen bisher insgesamt acht Weinköniginnen gewählt.
1. ( 6.) 1954/1955 Erika Hofmann, St. Johann
2. (13.) 1961/1962 Marlies Kaiser, Dintesheim
3. (30.) 1978/1979 Heike Schmitt, Nierstein
4. (32.) 1980/1981 Regine Usinger, später Usinger-Frank (* 1958), Nackenheim
5. (44.) 1992/1993 Astrid Bechtel (* 1972), Worms-Heppenheim
6. (50.) 1998/1999 Susanne Nett (* 1974), Oppenheim
7. (51.) 1999/2000 Simone Renth, später Renth-Queins (* 1973), Schwabenheim an der Selz
8. (63.) 2011/2012 Annika Strebel (* 1987), Wintersheim

## Majestäten-Weinberg
Am 23. April 2008 wurde in der Weinheimer Trift in der Gemarkung von Weinheim der sogenannte Majestäten-Weinberg durch die Weinmajestäten des Jahrgangs 2006/07 Julia Metzler (Weinkönigin), sowie Nicole Barth, Christine Huff, Kathrin Paukner und Mirjam Schneider (Weinprinzessinnen) eröffnet. Jeweils zwei Riesling-Reben haben die Ex-Majestäten in den Boden gepflanzt.
Die Umsetzung der Idee von Julia Metzler ist den Weinheimer Winzern, der Stadt Alzey und dem Stadtteil Weinheim zu verdanken. Diese haben sich um die Organisation und die Vorarbeit gekümmert und den Weinmajestäten somit die Schaffung dieses lebendigen Denkmals ermöglicht.
Mit der Pflanzung des Weinbergs wollen die rheinhessischen Weinmajestäten ein sichtbares Zeichen setzen für ihr Engagement und zum Anbaugebiet auch nach der Amtszeit. Der Weinberg wird jetzt jedes Jahr ein Stückchen größer werden.